# Kamionki Wielkie (gmina)
Kamionki Wielkie – dawna gmina wiejska w powiecie kołomyjskim województwa stanisławowskiego II Rzeczypospolitej. Siedzibą gminy były Kamionki Wielkie.
Gminę utworzono 1 sierpnia 1934 r. w ramach reformy na podstawie ustawy scaleniowej z dotychczasowych gmin wiejskich: Fatowce i Kamionki Wielkie.
Po II wojnie światowej obszar gminy znalazł się w ZSRR.
Zobacz też: gmina Kamionka Wielka